# John Bright (homme politique)
Pour les articles homonymes, voir John Bright et Bright.
John Bright (16 novembre 1811 – 27 mars 1889) est un homme politique britannique, membre du parti whig. Il a pris une grande part à l'Anti Corn Law League avec Richard Cobden.

## Biographie
Né à Rochdale dans le Lancashire dans une famille Quaker. Son père possédait un moulin à coton. Jeune homme, il participa à la campagne pour la réforme parlementaire. Il participe à des meetings de la société de tempérance locale et à des réunions religieuses avec le pasteur baptiste John Aldis. Il rencontre Richard Cobden en 1836 ou 1837, et commença alors des conférences pour la suppression des Corn Laws, notamment en Écosse. En 1839, il participe à la fondation de la Anti-Corn Laws League.  En 1843, il est candidat pour les libéraux à Durham et finit par être élu. À la Chambre des communes, il est un orateur plein de fougue qui complète bien le tempérament calme et réfléchi de Cobden. Il poursuit ses meetings contre les Corn Laws en Angleterre et en Écosse et rassemble des foules. À l’été 1843, un premier débat au parlement échoue à faire voter l’abolition des droits de douane, proposée par M. Ewarts. Les meetings reprennent avec entre autres William Johnson Fox. En 1845, le budget du premier ministre Peel est un pas en direction du libre échange. En 1846, les corn laws sont abrogées en raison de la mauvaise récolte et du mildiou de la pomme de terre.  

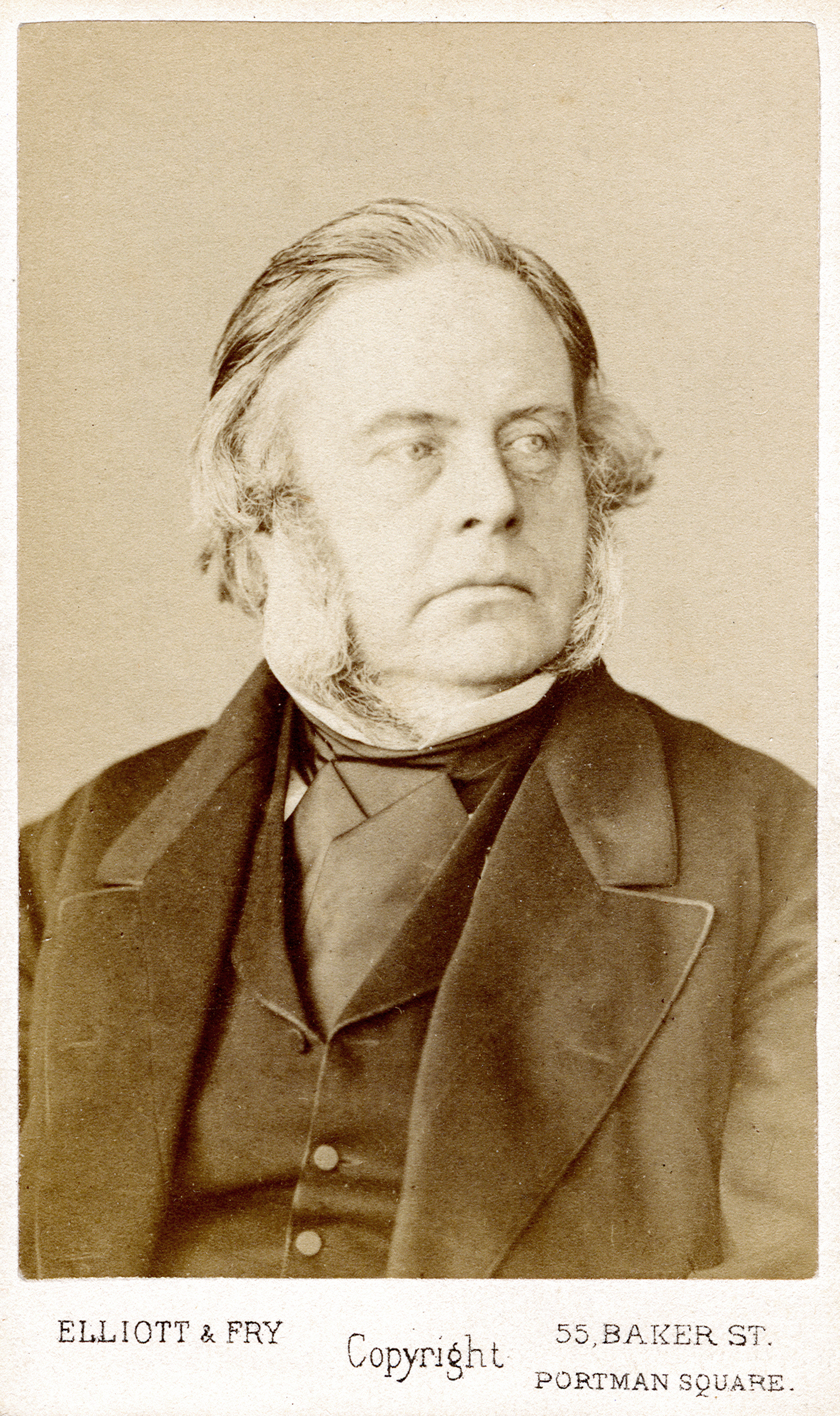
Carte de visite de John Bright

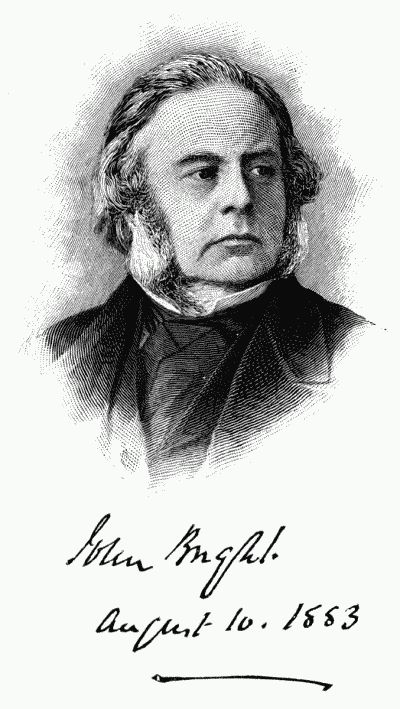
Gravure pour reproduction en masse

Après la dissolution de la ligue contre les corn laws, il milite pour une réforme du suffrage pour plus de démocratie. En juillet 1847, il est élu à Manchester. Il s’oppose aux lois sur la limitation des heures de travail mais aussi au contrôle de l’Église anglicane sur l’éducation. Il vote favorablement à l’extension du suffrage en 1848 et prend position pour la taxation des riches parties de l’Irlande qui permettrait de nourrir les plus pauvres. Il s’oppose aussi à la peine de mort, aux punitions corporelles dans l’armée, aux taxes d’église. Il soutient Cobden dans les lois sur la réduction des dépenses publiques. Il s’oppose à la guerre de Crimée et aux guerres en général ce qui en 1857, lui fait perdre son siège de Manchester. En 1858, il est élu député pour Birmingham. Il lance depuis la mairie de Birmingham, en octobre 1858 la campagne qui aboutira à la réforme parlementaire Reform Act de 1867. En 1866, il publie un essai : « Speech on Reform ». Il y défend l’émancipation de la classe ouvrière en raison du risque de révolution violente. Il préfère l’action pacifique des manifestations publiques à la révolte armée et aux conspirations. En 1884, après le bombardement d’Alexandrie (en juillet 1882) par la Royal Navy, demandé par le premier ministre libéral William Gladstone, il démissionne du cabinet Gladstone en condamnant vertement cet acte de guerre fait pour défendre «  les intérêts d’une classe de capitalistes privilégiés ». En 1880 il avait été élu Recteur de l’université de Glasgow et il fut élu en 1886 Docteur Honoris Causa de l’université d’Oxford ce qui montre son autorité intellectuelle dans les années 1880. Il meurt en 1889 et est enterré au cimetière quaker de Rochdale.